# Hell on Wheels (sezonul 4)
Al patrulea sezon al serialului TC AMC Hell on Wheels a avut premiera la 2 august  2014 și este format din 13 episoade. Serialul a fost creat și produs de Joe și Tony Gayton și prezintă construcția primei căi ferate americane transcontinentale de-a lungul Statelor Unite de către compania Union Pacific Railroad. În rolurile principale joacă Colm Meaney, Common și Dominique McElligott. În particular, povestea se concentrează asupra unui fost soldat confederat (interpretat de Anson Mount) care, în timp ce lucrează ca maistru și șef de șantier pentru căile ferate, încearcă să-i găsească și să-i ucidă pe soldații unioniști care i-au violat și ucis soția în timpul Războiului Civil American.

## Distribuție

### Roluri principale
- Anson Mount ca Cullen Bohannon (5 episoade)
- Colm Meaney ca Thomas C. Durant (5 episoade)
- Phil Burke ca Mickey McGinnes (5 episoade)
- Robin McLeavy ca Eva (5 episoade)
- Dohn Norwood ca Psalms (5 episoade)
- Christopher Heyerdahl ca Thor "Suedezul" Gundersen (4 episoade)
- MacKenzie Porter ca Naomi Hatch Bohannon (5 episoade)
- Jake Weber ca John Allen Campbell (5 episoade)
- Jennifer Ferrin ca Louise Ellison (2 episoade)
- Chelah Horsdal ca Maggie Palmer (1 episod)
- Kasha Kropinski ca Ruth (3 episoade)
- Tayden Marks ca Ezra Dutson (3 episoade)
- Common ca Elam Ferguson

### Roluri secundare
- Peter Benson ca Marshal Jessup (5 episoade)
- Billy Wickman ca Heckard (5 episoade)
- James Shanklin ca Aaron Hatch (4 episoade)
- Kevin Blatch ca Judge Webber (4 episoade)
- Brendan Fletcher ca Dultey (3 episoade)
- Kirsten Robek ca Mrs. Hatch (2 episoade)
- Michael Tiernan ca Treasurer Atwood (2 episoade)
- Collin Sutton ca  George Van Dorn (2 episoade)
- Duval Lang ca Elder Moss (2 episoade)

## Episoade
| Nr. în serial | Nr. în sezon | Titlu                    | Regia          | Scenariu                       | Premiera TV        | Cod producție | Audiență SUA (milioane) |
| ------------- | ------------ | ------------------------ | -------------- | ------------------------------ | ------------------ | ------------- | ----------------------- |
| 31            | 1            | „The Elusive Eden”       | Neil LaBute    | Mark Richard                   | 2 august 2014      | 401           | 2.42                    |
| 32            | 2            | „Escape From the Garden” | Neil LaBute    | Mark Richard                   | 9 august 2014      | 402           | 1.98                    |
| 33            | 3            | „Chicken Hill”           | Dennie Gordon  | John Wirth                     | 16 august 2014     | 403           | 2.17                    |
| 34            | 4            | „Reckoning”              | Dennie Gordon  | Jennifer Cecil                 | 23 august 2014     | 404           | 2.08                    |
| 35            | 5            | „Life's a Mystery”       | David Straiton | Mark Richard & Thomas Brady    | 30 august 2014     | 405           | 1.78                    |
| 36            | 6            | „Bear Man”               | Clark Johnson  | Max Hurwitz                    | 6 septembrie 2014  | 406           | 2.15                    |
| 37            | 7            | „Elam Ferguson”          | Rod Lurie      | Mark Richard & Tom Brady       | 13 septembrie 2014 | 407           | 2.18                    |
| 38            | 8            | „Under Color of Law”     | Michael Nankin | John Romano                    | 20 septembrie 2014 | 408           | 2.02                    |
| 39            | 9            | „Two Trains”             | Marvin V. Rush | Bruce Marshall Romans          | 27 septembrie 2014 | 409           | 2.30                    |
| 40            | 10           | „Return to Hell”         | Billy Gierhart | Jami O'Brien                   | 4 octombrie 2014   | 410           | 2.26                    |
| 41            | 11           | „Bleeding Kansas”        | Seith Mann     | Michael C. Martin & Jimmy Mero | 8 noiembrie 2014   | 411           | 1.89                    |
| 42            | 12           | „Thirteen Steps”         | Roxann Dawson  | Tom Brady                      | 15 noiembrie 2014  | 412           | 1.74                    |
| 43            | 13           | „Further West”           | Adam Davidson  | John Wirth & John Romano       | 22 noiembrie 2014  | 413           | 2.17                    |

## Legături externe
- Site web oficial
- „Hell on Wheels” la Internet Movie Database